# Rishtan
Rishtan es una localidad de Uzbekistán, en la provincia de Ferganá.
Se encuentra a una altitud de 475 m sobre el nivel del mar. 

## Demografía
Según estimación 2010 contaba con una población de 32 758 habitantes.